# مارتن غروت
مارتن غروت (بالألمانية: Martin Groth)‏ هو لاعب كرة قدم ألماني، ولد في 20 أكتوبر 1969 في هانوفر في ألمانيا. شارك مع Germany national football Α2 team ‏. أما مع النوادي، فقد لعب مع نادي هامبورغ وهانزا روستوك وهانوفر 96.

## وصلات خارجية
- مارتن غروت على موقع قاعدة بيانات كرة القدم.إي يو (الإنجليزية)
- مارتن غروت على موقع عالم كرة القدم.نت (الإنجليزية)